# Consolida scleroclada
Consolida scleroclada és una espècie que pertany a la família de les ranunculàcies.

## Descripció
Consolida scleroclada és una planta herbàcia anual que fa entre de 30 a 50 cm, generalment adpresa i canescent, de vegades amb una mica de pèls glandulars grocs, estesos, o glabres, sovint rígidament ramificat. Les seves fulles són laciniades lineals i lanceolades. Les seves flors són de color espígol. La seva corol·la està formada per cinc lòbuls, els lòbuls intermedis són àmpliament triangulars, aguts, lleugerament més curts en el lòbul superior, els lòbuls laterals són ovats, obtusos, separats dels lòbuls intermedis per un sinus estret, l'esperó és curt i l'àpex és circumvolucinadament involut. Els seus fol·licles són semiobovats, de 6-9 x 2-3 mm, arrodonits a l'àpex o subgibós, bruscament rostrat. Variable en l'angle de ramificació i en el gruix de les seves branques.
Es poden reconèixer dues variants a Turquia:
1. Consolida scleroclada var. escleroclada: Tija puberosa amb pèls glandulars estesos, branques robustes i rígides.
2. Consolida scleroclada var. rigida: Tiges adpreses i puberoses, glandulars, branques rígides o primes.[1]

## Distribució i hàbitat
Consolida scleroclada creix a Turquia, a l'oest de Síria i el desert sirià.
El seu període de floració és estre els mesos de juny i juliol.

## Taxonomia
Consolida scleroclada va ser descrita per Rudolf Schrödinger i publicat a Annalen des Kaiserlich-Königlichen Naturhistorischen Hofmuseums 27: 44, a l'any 1913.
Etimologia
Veure:Consolida
scleroclada: epítet
Sinonímia
- Delphinium sclerocladum Boiss.
- Delphinium anthoroideum var. sclerocladum (Boiss.) Boiss
- Aconitella scleroclada (Boiss.) Soják
- Aconitopsis scleroclada (Boiss.) Kem.-Nath.[3]